# 梅宮アンナ
梅宮 アンナ（うめみや アンナ、1972年8月20日 - ）は、日本のファッションモデル、タレントである。株式会社Anna's.com所属。

## 人物

### 概要
若葉会幼稚園、川村小学校、川村中学校、東横学園大倉山高等学校卒業、文化学院専門学校中退。
父親は俳優の梅宮辰夫、母親はアメリカ合衆国出身の元モデル・梅宮クラウディアで本人はハーフ。ファッションモデルとしてデビューしたが、1990年代半ばからはタレントとして、テレビのバラエティ番組などにも多く出演した。また、タレント・羽賀研二との約5年に渡る交際の顛末は、ワイドショーや女性週刊誌などで大いに取り上げられた。2000年以降、一時はテレビ出演が途絶えていたが、近年では再びバラエティ番組やトーク番組への出演がみられるようになっている。

### 経歴
1990年代、街でスカウトされて、女性雑誌 『JJ』に専属モデルとしてレギュラー出演した。以前より“梅宮辰夫の娘”としては幾たびかテレビに出演していたが、『ねるとん紅鯨団』の芸能人大会に単独で出演。司会進行の石橋貴明が梅宮を非常に気に入り、その回のマドンナのように扱ったこともあり“梅宮アンナ”の名と顔が一般にも知られるようになった。
1994年（平成6年）ごろからタレントの羽賀研二と交際。しかし父親の梅宮辰夫がこれに公然と反対を示し、羽賀に対する叱責や批判を繰り返すなどしたため、芸能マスコミは好んでこの騒動を取り上げた。羽賀との交際中の1995年に、羽賀と共演するヌード写真集（ヘアヌードならぬ、"ペアヌード" と呼ばれた）『アンナ 愛の日記』（撮影：篠山紀信）を出版している。これは、当時多額の負債を抱えていた羽賀が自身の借金返済のために企画したものだとも揶揄されたが、本人は「私一人で考えて、純粋にメモリアルとしてやったもの」と述懐している。その後、1999年（平成11年）に破局した。

### 所属事務所
- スターダストプロモーション（デビュー - 2007年6月30日）
- インダスタリア（2007年8月 - 2011年8月）※個人事務所
- スターダストプロモーション（2011年9月 - 2013年9月）[2]
- NEW POWER（2015年4月 - 8月）[3][4]
- ジパング エンタテイメント（2015年9月 - 2017年2月）[5][6]
- エイジアプロモーション（2017年3月 - 2018年2月）
- 株式会社BRUTUS（2018年3月 - 2023年8月）
- 株式会社Anna's.com （2023年9月 - ）※個人事務所

### 私生活
羽賀と破局して2年後の2001年6月、元飲食店勤務の男性と「できちゃった結婚」し、2002年1月には長女が誕生したが、2003年2月に離婚。その後、元夫は2004年に賭博開帳図利容疑で逮捕された。2008年、『3年間の不倫愛が裏切られて私は死を考えた』と題する文章を女性誌に執筆し、テレビ番組では再現ドラマが製作された。なお、同年にはプロ野球・中日ドラゴンズ（当時）の立浪和義との不倫を“破局”として女性誌に告白している。一方、自身の恋愛観について「スペースマウンテンに乗るようなスリルある恋愛を好んでしまう」「ホストみたいな人が好き」とも告白している。
独身時代は体脂肪率が一桁だった時期もあり、下着の広告モデルに採用されメリハリのある肢体を見せたこともあった。しかし、もともと太りやすい体質だったこともあり、30代から徐々に体重が増加、体型も崩れてきた。一時期は体脂肪率が33%を超えたこともある。そのことは自身のブログや、ダイエットを企画したテレビ番組でも公開しており、公開することで自身に鞭を打ち、ダイエットに励んでいる。
2025年5月27日、自身のInstagramで、アートディレクターの世継恭規と結婚したことを報告。世継との初対面からわずか10日後であり、大安吉日にあたる同年5月23日に婚姻届を提出した。梅宮にとっては再婚である。

### 健康問題
2024年8月13日、乳がんに罹患したことを公表。

### ブログ
2007年8月20日、35回目の誕生日に自身のブログ『アンナビ』を立ち上げた。ファンと同じ視点に立つことを信条に、ときにはコメントした投稿者の名前をブログに登場させて、コミュニケーションを図っていた。しかし、投稿者の名前をブログに出すことに関して、名前が出されなかった投稿者などから非難が展開され、それが元で9月9日にブログが炎上。これを機にコメント、トラックバックともにサービスを停止し、ブログの更新も行われなくなった。9月11日に「今日から｡｡｡｡｡」という題名のエントリが一度は掲載されたが、9月16日、突然理由も分からぬまま削除された。
その後、2008年3月12日に再開したのち、事務所の移籍に合わせて、2011年にスターダストのサーバー上に『梅宮アンナ オフィシャルブログ Anna Umemiya Official Blog -Gorgeous-』を開設。2013年の事務所独立に際し同ブログは閉鎖され、10月8日、アメーバブログで『梅宮アンナ オフィシャルブログ「anna style」Powered by Ameba』として再開した。
2014年7月28日、著作者に無断でInstagramに画像を無断転載したことに関して、「無断転載、盗用ではないか？」と著作権法違反の可能性を指摘され、上記のオフィシャルブログで「みんなが楽しんでいるその場を壊す様な発言をする方は、ユーザーブロックにさせていただいています」と宣言。犯罪行為への自覚のなさ、認識の誤りや「自分たちが楽しんでいれば著作者がどんな気持ちになろうと関係がない」ととれる発言から炎上事件となりニュースサイトに取り上げられることとなった。現在は前述のブログの当該記事は削除されているが、自身は「自分が理解されず嫌われたために創作物を攻撃された」と把握していることを、その後自身のInstagramにて明かしている。

### YouTube
2018年4月11日にチャンネルを開設し、YouTuberとしての活動をスタートしたが、同年7月を最後に更新が途絶えていた。その後、投稿された全ての動画が非公開となっている。

### エピソード
母親がアメリカ人のためハーフであるが、梅宮本人は日本育ちであることに加え、日常で英語に触れる機会はほとんどなく生活してきた。「勉強嫌い」と述べており授業も身が入らずにいたこともあり、英語は読み書きも、話すことも苦手である。幼少期に通ったアメリカンスクールでは、同級生や教師の喋っている内容が全く理解できなかったと著書『「みにくいあひるの子」だった私』に書かれている（尚、母・クラウディアは日本語の会話は堪能だが読み書きが出来ないとのこと）。

### 交友関係
同じくファッションモデル出身のタレントである神田うの、梨花とは親友であり、テレビやイベントなどでもしばしば共演した。また、漫才師の海原やすよ・ともことも親交を持っている。

## 家族・親族
女優の梅宮万紗子とは従妹に、俳優の高橋克典とは再従兄に、元アイドル「黒BUTAオールスターズ」のメンバーだった梅宮亜須加は遠戚にあたる。
2007年（平成19年）に放送されたテレビドラマ、『特命係長 只野仁 （3rd シーズン）』 （テレビ朝日）の最終回（第31話）にゲスト出演、レギュラー出演していた父・辰夫と、再従兄高橋克典との三者が共演することとなった。同ドラマで梅宮は、高橋とのベッドシーンも演じた。
渡米のうえ無痛分娩で出産した長女・百々果は、2008年（平成20年）にデザイナー・桂由美による子供服ブランドのモデルとして、芸能界デビューした。
離婚後、親権を得てシングルマザーとして一人娘を養育するつもりでいたが、時間に不規則な仕事が多いこと、また、まだ幼児だった娘の世話も母にならば頼みやすいこともあり、実家に身を寄せていた。
教育（進学）について、父・辰夫と意見を対立したと明らかにしている。梅宮自身が英語をはじめとする勉強が不得手で仕事をするようになってから不便を感じることが多く悔しい思いをしたことがあったため、娘はインターナショナルスクールへ進学させてワールドワイドな視野と語学を身につけさせたいと考えた。一方、辰夫は名門女子小学校に進学させたいと主張。父娘ゲンカを繰り返し、娘を連れて実家を飛び出す事態に発展した。結局、父・辰夫が折れる形で、インターナショナルスクールへ入学させた。また、「娘が15歳になったらスイスの学校へ行かせたい」、「45歳になったらカリフォルニアのオレンジ・カウンティーに一軒家を建てて住みたい」、などとも語っている。これについては、自身のブログでも「将来日本を離れてアメリカで人生を楽しもうと思っています」と記している。
2019年12月に父・辰夫を見送った。葬儀には100人ほどが集まり棺は好物で埋め尽くした。辰夫が遺産として残したレシピ集を元にレシピ本を出版した。

## 出演

### バラエティ
- ねるとん紅鯨団（関西テレビ） - 「芸能人大会」
- 山田邦子のしあわせにしてよ（TBS）
- アンナ音版（日本テレビ） - 関口知宏と共にレギュラー
- ペケ×ポン（フジテレビ）- ｢ペケポンお受験｣のコーナー等に不定期出演｡
- モモコのOH!ソレ!み〜よ! 90分SP（関西テレビ、2016年2月27日）
- 快傑えみちゃんねる（関西テレビ、2016年5月27日）
- バラいろダンディ（TOKYO MX、 2016年10月3日 - 2020年9月）- 水曜レギュラー
- よ～いドン！（関西テレビ、2016年10月7日）
- ローカル路線バス乗り継ぎの旅Z 第16弾（テレビ東京、2021年6月5日）- マドンナ
- 逆転人生（NHK総合、2021年10月11日）

### テレビドラマ
- OLポリス（日本テレビ、2000年8月）
- 天国に一番近い男 - 教師編 -（TBS、2001年4 - 6月） - 冴島 リンダ 役
- ビューティー7（日本テレビ、2001年7 - 9月） - 南美鈴 役
- リモート（日本テレビ、2002年） - マイコ・ ジャクソン刑事 役（7話）
- 特命係長 只野仁 3rd シーズン（テレビ朝日、2007年3月16日） - 常磐夏希（最終回 第31話）

### CM
- ホテイフーズ ツナカル サラダ専用
- カネボウ プロスタイル スーパーボリュームダウン
- エバラ食品「蒟蒻と海草サラダ」- 父の梅宮辰夫と共演
- エステティックサロン「ソシエ」
- バドワイザー（バドガール姿を披露した）
- 日本コカ・コーラ「ダイエットコカ・コーラ」
- CHINTAI（1999年8月 - 2001年7月）- 神田うのと共演
- コーセー「サロンスタイル」（シャンプー）
- Peach John （2000年）
- バスクリン ピュアスキン （2002年9月）

## 出版
著作
- 『「みにくいあひるの子」だった私』（2001年、講談社）
- 『女は「ひとりの時間」に磨かれる』 (2016年2月10日、中経の文庫)
- 『梅宮家の秘伝レシピ』（2021年11月15日、主婦の友社）

写真集
- 『アンナ 愛の日記』（1995年、新潮社） - 羽賀研二との"ペアヌード"

VHS・DVD
- 『EX-ANNA one 1 total body conditioning exercise[VHS]』（1997年5月21日、BMGビクター）エクササイズ・ビデオ
- 『EX-ANNA two 2 total body shape exercise[VHS]』（1997年5月21日、BMGビクター）エクササイズ・ビデオ
- 『STYLE ANNA daylight stage[VHS]』（1998年6月24日、テイチクエンタテインメント）ビューティーテキスト・ビデオ
- 『STYLE ANNA moonlight stage [VHS]』（1998年6月24日、テイチクエンタテインメント）ビューティーテキスト・ビデオ
- 『STYLE ANNA daylight stage+moonlight magic [DVD]』（1998年6月24日、テイチクエンタテインメント）
- 『SMART WALK ~美しいボディを創るための“スイッチ”エクササイズ~ [DVD]』（2010年3月17日、ポニーキャニオン）
- 『SMART JOG ~美しいボディを創るための“スイッチ”エクササイズ~ [DVD]』（2010年3月17日、ポニーキャニオン）